# Arrondissement di Saint-Marc
L'arrondissement di Saint-Marc è un arrondissement di Haiti facente parte del dipartimento dell'Artibonite. Il capoluogo è Saint-Marc.

## Geografia antropica

### Suddivisioni amministrative
L'arrondissement di Saint-Marc comprende 3 comuni:
- Saint-Marc
- La Chapelle
- Verrettes